# Coppa panamericana femminile under 18 di pallavolo 2017
La Coppa panamericana femminile under 18 di pallavolo 2017 si è svolta dal 28 marzo al 2 aprile 2017 a L'Avana, a Cuba: al torneo hanno partecipato dieci squadre nazionali under 18 nordamericane e sudamericane e la vittoria finale è andata per la prima volta alla Colombia.

## Impianti
|                                                                                      |  |  |
|                                                                                      |  |  |
| Coliseo de la Ciudad Deportiva Città: L'Avana Capienza: 15 000 Anno d'apertura: 1958 |  |  |

## Regolamento

### Formula
Le squadre hanno disputato una prima fase a gironi con formula del girone all'italiana; al termine della prima fase:
- Le prime tre classificate di ogni girone hanno acceduto alla fase finale per il primo posto, strutturata in quarti di finale, a cui hanno partecipato solo le seconde e le terze classificate, semifinali, finale per il quinto posto, finale per il terzo posto e finale.

### Criteri di classifica
Se il risultato finale è stato di 3-0 sono stati assegnati 3 punti alla squadra vincente e 0 a quella sconfitta, se il risultato finale è stato di 3-1 sono stati assegnati 3 punti alla squadra vincente e 1 a quella sconfitta, se il risultato finale è stato di 3-2 sono stati assegnati 2 punti alla squadra vincente e 1 a quella sconfitta.
L'ordine del posizionamento in classifica è stato definito in base a:
- Numero di partite vinte;
- Punti;
- Ratio dei punti realizzati/subiti;
- Ratio dei set vinti/persi;
- Risultati degli scontri diretti.

## Squadre partecipanti
| Squadra         | Qualificazione      | Ultima partecipazione |
| --------------- | ------------------- | --------------------- |
| Argentina       | -                   | Cuba 2015             |
| Cile            | -                   | Cuba 2015             |
| Colombia        | -                   | Guatemala 2013        |
| Costa Rica      | -                   | Cuba 2015             |
| Cuba            | Paese organizzatore | Cuba 2015             |
| Guatemala       | -                   | Guatemala 2013        |
| Messico         | -                   | Cuba 2015             |
| Porto Rico      | -                   | Cuba 2015             |
| Rep. Dominicana | -                   | Cuba 2015             |
| Uruguay         | -                   | Debutto               |

## Torneo

### Fase a gironi
| Girone A   | Girone B   | Girone C        |
| ---------- | ---------- | --------------- |
| Argentina  | Colombia   | Guatemala       |
| Cile       | Costa Rica | Messico         |
| Porto Rico | Cuba       | Rep. Dominicana |
| -          | -          | Uruguay         |

#### Girone A

##### Risultati
| 28 marzo 2017 Coliseo de la Ciudad Deportiva, L'Avana Durata: 2h:28 - Spettatori: 100 | Porto Rico | 2 - 3 | Cile       | 18-25, 25-19, 25-23, 16-25, 16-18 |
| 29 marzo 2017 Coliseo de la Ciudad Deportiva, L'Avana Durata: 1h:59 - Spettatori: 300 | Cile       | 1 - 3 | Argentina  | 21-25, 20-25, 28-26, 18-25        |
| 30 marzo 2017 Coliseo de la Ciudad Deportiva, L'Avana Durata: 1h:13 - Spettatori: 250 | Argentina  | 3 - 0 | Porto Rico | 25-14, 25-13, 25-9                |

##### Classifica
| Pos | Squadra    | Pt | G | V | P | SV | SP | Ratio | PF  | PS  | Ratio |
| --- | ---------- | -- | - | - | - | -- | -- | ----- | --- | --- | ----- |
| 1   | Argentina  | 9  | 2 | 2 | 0 | 6  | 1  | 6,000 | 176 | 123 | 1,431 |
| 2   | Cile       | 4  | 2 | 1 | 1 | 4  | 5  | 0,800 | 197 | 201 | 0,980 |
| 3   | Porto Rico | 2  | 2 | 0 | 2 | 2  | 6  | 0,333 | 136 | 185 | 0,735 |

#### Girone B

##### Risultati
| 28 marzo 2017 Coliseo de la Ciudad Deportiva, L'Avana Durata: 0h:59 - Spettatori: 300 | Cuba       | 3 - 0 | Costa Rica | 25-13, 25-7, 25-13         |
| 29 marzo 2017 Coliseo de la Ciudad Deportiva, L'Avana Durata: 1h:51 - Spettatori: 500 | Cuba       | 3 - 1 | Colombia   | 25-22, 25-21, 22-25, 25-21 |
| 30 marzo 2017 Coliseo de la Ciudad Deportiva, L'Avana Durata: 1h:19 - Spettatori: 150 | Costa Rica | 0 - 3 | Colombia   | 15-25, 15-25, 15-25        |

##### Classifica
| Pos | Squadra    | Pt | G | V | P | SV | SP | Ratio | PF  | PS  | Ratio |
| --- | ---------- | -- | - | - | - | -- | -- | ----- | --- | --- | ----- |
| 1   | Cuba       | 9  | 2 | 2 | 0 | 6  | 1  | 6,000 | 176 | 123 | 1,431 |
| 2   | Colombia   | 6  | 2 | 1 | 1 | 4  | 5  | 0,800 | 197 | 201 | 0,980 |
| 3   | Costa Rica | 0  | 2 | 0 | 2 | 2  | 6  | 0,333 | 136 | 185 | 0,735 |

#### Girone C

##### Risultati
| 28 marzo 2017 Coliseo de la Ciudad Deportiva, L'Avana Durata: 1h:05 - Spettatori: 250 | Rep. Dominicana | 3 - 0 | Uruguay         | 25-14, 25-9, 25-14               |
| 28 marzo 2017 Coliseo de la Ciudad Deportiva, L'Avana Durata: 1h:10 - Spettatori: 300 | Messico         | 3 - 0 | Guatemala       | 25-15, 25-8 , 25-12              |
| 29 marzo 2017 Coliseo de la Ciudad Deportiva, L'Avana Durata: 1h:08 - Spettatori: 100 | Uruguay         | 0 - 3 | Messico         | 12-25, 9-25, 20-25               |
| 29 marzo 2017 Coliseo de la Ciudad Deportiva, L'Avana Durata: 1h:05 - Spettatori: 100 | Guatemala       | 0 - 3 | Rep. Dominicana | 10-25, 10-25, 12-25              |
| 30 marzo 2017 Coliseo de la Ciudad Deportiva, L'Avana Durata: 1h:54 - Spettatori: 100 | Uruguay         | 3 - 2 | Guatemala       | 23-25, 20-25, 26-24, 25-16, 15-6 |
| 30 marzo 2017 Coliseo de la Ciudad Deportiva, L'Avana Durata: 1h:33 - Spettatori: 100 | Rep. Dominicana | 3 - 1 | Messico         | 25-15, 25-18, 21-25, 25-9        |

##### Classifica
| Pos | Squadra         | Pt | G | V | P | SV | SP | Ratio | PF  | PS  | Ratio |
| --- | --------------- | -- | - | - | - | -- | -- | ----- | --- | --- | ----- |
| 1   | Rep. Dominicana | 14 | 3 | 3 | 0 | 9  | 1  | 9,000 | 246 | 136 | 1,809 |
| 2   | Messico         | 11 | 3 | 2 | 1 | 7  | 3  | 2,333 | 217 | 172 | 1,262 |
| 3   | Uruguay         | 3  | 3 | 1 | 2 | 3  | 8  | 0,375 | 187 | 246 | 0,760 |
| 4   | Guatemala       | 2  | 3 | 0 | 3 | 2  | 9  | 0,222 | 163 | 259 | 0,629 |

### Fase finale
|  | Quarti | Quarti   | Quarti |  |  | Semifinali | Semifinali      | Semifinali |  |                 | Finale          | Finale          | Finale |
|  |        |          |        |  |  |            |                 |            |  |                 |                 |                 |        |
|  |        |          |        |  |  | 1A         | Argentina       | 2          |  |                 |                 |                 |        |
|  |        |          |        |  |  | 1A         | Argentina       | 2          |  |                 |                 |                 |        |
|  |        |          |        |  |  | 1B         | Cuba            | 3          |  |                 |                 |                 |        |
|  | 1B     | Cuba     | 3      |  |  | 1B         | Cuba            | 3          |  |                 |                 |                 |        |
|  | 1B     | Cuba     | 3      |  |  |            |                 |            |  |                 |                 |                 |        |
|  | 2A     | Cile     | 0      |  |  |            |                 |            |  |                 |                 |                 |        |
|  | 2A     | Cile     | 0      |  |  |            |                 |            |  | 1B              | Cuba            | 0               |        |
|  |        |          |        |  |  |            |                 |            |  | 1B              | Cuba            | 0               |        |
|  |        |          |        |  |  |            |                 |            |  |                 | 2B              | Colombia        | 3      |
|  |        |          |        |  |  |            |                 |            |  |                 | 2B              | Colombia        | 3      |
|  |        |          |        |  |  |            |                 |            |  |                 |                 |                 |        |
|  |        |          |        |  |  |            |                 |            |  |                 |                 |                 |        |
|  |        |          |        |  |  | 1C         | Rep. Dominicana | 2          |  | Finale 3° posto | Finale 3° posto | Finale 3° posto |        |
|  |        |          |        |  |  | 1C         | Rep. Dominicana | 2          |  |                 |                 |                 |        |
|  |        |          |        |  |  | 2B         | Colombia        | 3          |  |                 | 1A              | Argentina       | 0      |
|  | 2B     | Colombia | 3      |  |  |            | Colombia        | 3          |  |                 | 1A              | Argentina       | 0      |
|  | 2B     | Colombia | 3      |  |  |            |                 |            |  | 1C              | Rep. Dominicana | 3               |        |
|  | 2C     | Messico  | 1      |  |  |            |                 |            |  |                 | Rep. Dominicana | 3               |        |
|  | 2C     | Messico  | 1      |  |  |            |                 |            |  |                 |                 |                 |        |

#### Quarti di finale
| 31 marzo 2017 Coliseo de la Ciudad Deportiva, L'Avana Durata: 1h:57 - Spettatori: 500 | Colombia | 3 - 1 | Messico | 25-16, 25-27, 25-21, 25-22 |
| 31 marzo 2017 Coliseo de la Ciudad Deportiva, L'Avana Durata: 1h:14 - Spettatori: 300 | Cuba     | 3 - 0 | Cile    | 25-17, 25-20, 25-14        |

#### Semifinali
| 1º aprile 2017 Coliseo de la Ciudad Deportiva, L'Avana Durata: 2h:10 - Spettatori: 600 | Argentina       | 2 - 3 | Cuba     | 25-20, 25-27, 25-18, 19-25, 11-15 |
| 1º aprile 2017 Coliseo de la Ciudad Deportiva, L'Avana Durata: 2h:07 - Spettatori: 300 | Rep. Dominicana | 2 - 3 | Colombia | 25-10, 25-22, 16-25, 26-28, 11-15 |

#### Finale 5º posto
| 2 aprile 2017 Coliseo de la Ciudad Deportiva, L'Avana Durata: 1h:13 - Spettatori: 100 | Messico | 3 - 0 | Cile | 25-20, 25-14, 25-15 |

#### Finale 3º posto
| 2 aprile 2017 Coliseo de la Ciudad Deportiva, L'Avana Durata: 1h:47 - Spettatori: 202 | Argentina | 1 - 3 | Rep. Dominicana | 25-22, 22-25, 17-25, 23-25 |

#### Finale
| 2 aprile 2017 Coliseo de la Ciudad Deportiva, L'Avana Durata: 1h:19 - Spettatori: 1 050 | Cuba | 0 - 3 | Colombia | 22-25, 18-25, 19-25 |

### Finali 7º posto
|  | Semifinali | Semifinali | Semifinali |            |            | Finale 5º posto | Finale 5º posto | Finale 5º posto |  |
|  |            |            |            |            |            |                 |                 |                 |  |
|  | Uruguay    | Uruguay    | 2          |            |            |                 |                 |                 |  |
|  | Uruguay    | Uruguay    | 2          |            |            |                 |                 |                 |  |
|  | Costa Rica | Costa Rica | 3          |            |            |                 |                 |                 |  |
|  | Costa Rica | Costa Rica | 3          |            | Costa Rica | Costa Rica      | 0               |                 |  |
|  |            |            |            |            | Costa Rica | Costa Rica      | 0               |                 |  |
|  |            |            | Porto Rico | Porto Rico | 3          |                 |                 |                 |  |
|  | Porto Rico | Porto Rico | Porto Rico | Porto Rico | 3          | 3               |                 |                 |  |
|  | Porto Rico | Porto Rico |            |            |            | 3               |                 |                 |  |
|  | Guatemala  | Guatemala  | 0          |            |            | Finale 7º posto | Finale 7º posto | Finale 7º posto |  |
|  | Guatemala  | Guatemala  | 0          |            |            |                 |                 |                 |  |
|  |            |            |            |            |            |                 |                 |                 |  |
|  |            |            |            |            |            | Uruguay         | Uruguay         | 3               |  |
|  |            |            |            |            |            | Uruguay         | Uruguay         | 3               |  |
|  |            |            |            |            |            | Guatemala       | Guatemala       | 2               |  |

#### Semifinali
| 31 marzo 2017 Coliseo de la Ciudad Deportiva, L'Avana Durata: 1h:49 - Spettatori: 100 | Uruguay    | 2 - 3 | Costa Rica | 22-25, 12-25, 25-22, 25-17, 7-15 |
| 31 marzo 2017 Coliseo de la Ciudad Deportiva, L'Avana Durata: 1h:12 - Spettatori: 200 | Porto Rico | 3 - 0 | Guatemala  | 25-14, 25-16, 25-17              |

#### Finale 9º posto
| 1º aprile 2017 Coliseo de la Ciudad Deportiva, L'Avana Durata: 2h:04 - Spettatori: 200 | Uruguay | 3 - 2 | Guatemala | 25-22, 16-25, 25-17, 21-25, 15-12 |

#### Finale 7º posto
| 1º aprile 2017 Coliseo de la Ciudad Deportiva, L'Avana Durata: 1h:13 - Spettatori: 200 | Costa Rica | 0 - 3 | Porto Rico | 9-25, 20-25, 21-25 |

## Classifica finale
| Pos     | Squadra         | Rosa |
| ------- | --------------- | --- |
| Oro     | Colombia        | Formazione: 2 Mesa, 3 Bahamón, 4 Mosquera, 5 Olaya, 6 Carabalí, 7 Velásquez, 8 Martínez, 9 Sarmiento, 10 Prado, 11 Espejo, 15 Ibargüen, 17 Mendoza, CT: Rizola             |
| Argento | Cuba            | Formazione: 1 Moreno, 2 Leslie, 3 Vicet, 4 Morozo, 6 Cabrera, 11 Álvarez, 12 Cesé, 13 Viltres, 14 Navarro, 17 Del Rió, 19 Martínez, 20 Vila, CT: Cruz                      |
| Bronzo  | Rep. Dominicana | Formazione: 1 Asencio, 3 Lalane, 4 Féliz, 5 Y. Rodríguez, 6 Severino, 7 R. Rodríguez, 9 Guillén, 11 González, 13 Heredia, 14 Jiménez, 15 Dajer, 16 de la Rosa, CT: Ceccato |
| 4.      | Argentina       | Formazione: 1 Cina, 2 Mayer, 5 Salinas, 6 Garrido, 7 Ligorria, 8 Delucchi, 9 Culaciati, 10 Meinardi, 14 Corzo, 15 Gómez, 17 Corsaro, 20 Martín, CT: Vachino                |
| 5.      | Messico         | Formazione: 1 Guereca, 2 Salinas, 4 Parra, 5 López, 6 Zamarripa, 7 Mireles, 8 Díaz, 9 Vela, 10 Siller, 12 Landeros, 13 Castro, 19 Elicerio, CT: Naranjo                    |
| 6.      | Cile            | Formazione: 1 Rodríguez, 3 Castro, 4 Novoa, 5 Salinas, 6 Silva, 8 Bertens, 9 Anguita, 10 Salvo, 11 Prater, 13 Sanz, 14 Núñez, 18 Feliú, CT: Guillaume                      |
| 7.      | Porto Rico      | Formazione: 1 Cestero, 2 Mojica, 3 Ayala, 5 Pagán, 6 Vázquez, 7 López, 8 Maldonado, 9 Trujillo, 10 Navas, 11 Victoriá, 12 Flores, 14 García, CT: Meléndez                  |
| 8.      | Costa Rica      | Formazione: 5 Espinoza, 6 Solís, 7 Campos, 8 Castro, 9 Arroyo, 11 Volkova, 12 D. Monge, 15 Soto, 17 Rodríguez, 18 Sáenz, 23 Madriz, 25 Johnson, CT: López                  |
| 9.      | Uruguay         | Formazione: 1 Baldi, 3 Córdobez, 4 Bratschi, 5 Vázquez, 7 Moncecchi, 8 Rotundo, 10 Zuvich, 11 Konstantinovich, 13 Páez, 14 González, 15 Giménez, 17 Rodríguez, CT: Baladón |
| 10.     | Guatemala       | Formazione: 2 Tornoe, 4 Chavarría, 5 Juárez, 6 Flores, 9 Quiñonez, 10 Tenenbaum, 11 Alvarado, 12 Molina, 14 Gómez, 16 Reyes, 17 Serra, 18 Cardona, CT: Callejas            |

|  |  |  | Qualificate al Campionato mondiale under 18 2017 |

## Premi individuali
| Premio                 | Nome                | Squadra         |
| ---------------------- | ------------------- | --------------- |
| MVP                    | Valerín Carabalí    | Colombia        |
| Miglior realizzatrice  | Madeline Guillén    | Rep. Dominicana |
| Miglior servizio       | Elizabeth Vicet     | Cuba            |
| Miglior difesa         | Joseline Landeros   | Messico         |
| Miglior ricevitrice    | Sofía Meinardi      | Argentina       |
| Miglior palleggiatrice | Angie Velásquez     | Colombia        |
| Miglior opposto        | Yanlis Féliz        | Rep. Dominicana |
| Miglior schiacciatrice | Ailama Cesé         | Cuba            |
| Miglior schiacciatrice | Madeline Guillén    | Rep. Dominicana |
| Miglior centrale       | Valerín Carabalí    | Colombia        |
| Miglior centrale       | Yamisleydis Viltres | Cuba            |
| Miglior libero         | Barbara Rodríguez   | Cile            |